# Jack McInerney
John Seamus „Jack“ McInerney (* 5. August 1992 in Chattanooga, Vereinigte Staaten) ist ein US-amerikanischer Fußballspieler, der derzeit bei Columbus Crew in der Major League Soccer unter Vertrag steht. Er wird als Stürmer eingesetzt.

## Spielerkarriere

### Jugend
McInerney besuchte die Bradenton Preparatory High School in Bradenton, Florida und spielte für den Jugendfußballklub Cobb Futbol Club aus Marietta, Georgia. 2009 wurde er zum NSCAA National Youth Player of the Year ernannt.

### Philadelphia Union
Direkt von der High School wurde McInerney im MLS SuperDraft 2010 von Philadelphia Union ausgewählt. Er erhielt einen Generation-Adidas-Vertrag, welches dieses ermöglicht, ohne vorher ein College zu besuchen. In seiner ersten Saison, der MLS-Saison 2010, wurde er 17 Mal eingesetzt, spielte allerdings nur einmal von Beginn an. Dennoch gelangen ihm drei Tore. Er wurde außerdem für ein Spiel an die Harrisburg City Islanders ausgeliehen.
Während er in der Saison 2011 ebenfalls hauptsächlich eine Jokerrolle übernahm, konnte er ab der Saison 2012 einen Stammplatz behaupten und bestritt die meisten Spiele für Philadelphia in der Startaufstellung. In der Saison 2012 gelangen ihm 18, in der Saison 2013 sogar 25 Tore.

### Montreal Impact
Am 4. April 2014 wurde er im Austausch für Andrew Wenger an Montreal Impact abgegeben. In seiner ersten Saison für die Kanadier erzielte er sieben Tore in 26 Ligaspielen für die Kanadier. Außerdem war er der erfolgreichste Torschütze für Montreal in der Canadian Championship, die Impact 2014 gewinnen konnte.
Anfang August 2015 wechselte McInerney zum Ligakonkurrenten Columbus Crew. Montreal Impact erhielt im Gegenzug für den Spielerwechsel einen Pick beim MLS SuperDraft 2016 von Columbus. McInerney kam bei Impact auf insgesamt 43 Ligaspiele in der MLS, in denen er elf Tore erzielte. Zudem lief er fünf Mal in der CONCACAF Champions League auf (drei Tore).

### Columbus Crew
Erstmals lief McInerney am 9. August 2015 im Spiel gegen die Colorado Rapids für die Columbus Crew auf. Am 23. August gelang ihm gegen Sporting Kansas City mit dem Siegtor zum 3:2 sein erstes Ligaspieltor für den neuen Klub.

## Erfolge
- Canadian Championship: 2014